# Charlie Dalin
Pour les articles homonymes, voir Dalin.
Charlie Dalin, né le 10 mai 1984 au Havre (Normandie), est un navigateur, un skipper et un architecte naval français.
Il remporte avec Gildas Morvan la Transat AG2R 2012, et avec Yann Eliès, dans la catégorie Imoca, la Transat Jacques-Vabre 2019. Lors du Vendée Globe 2020-2021, il passe en premier la ligne d’arrivée mais finit officiellement 2e derrière Yannick Bestaven qui bénéficie d'une compensation de 10 h 15 min pour sa participation au sauvetage de Kevin Escoffier. Charlie Dalin remporte la Rolex Fastnet Race en équipage en 2021 et 2023. Il remporte le Vendée Globe 2024-2025 dans un temps de 64 jours, 19 heures, 22 minutes et 49 secondes, établissant un nouveau record.

## Biographie

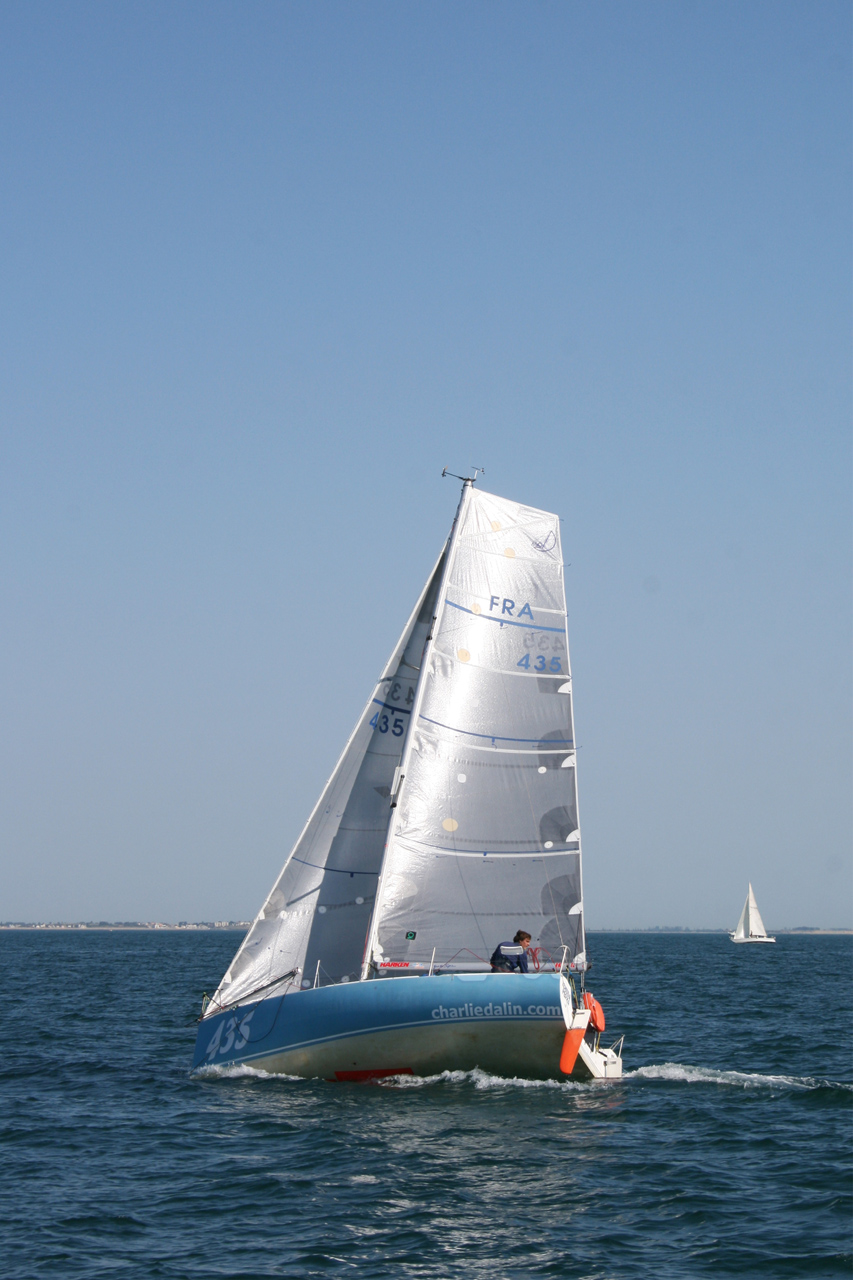
Charlie Dalin en 2009, à l'entraînement, à la barre du Mini charliedalin.com.

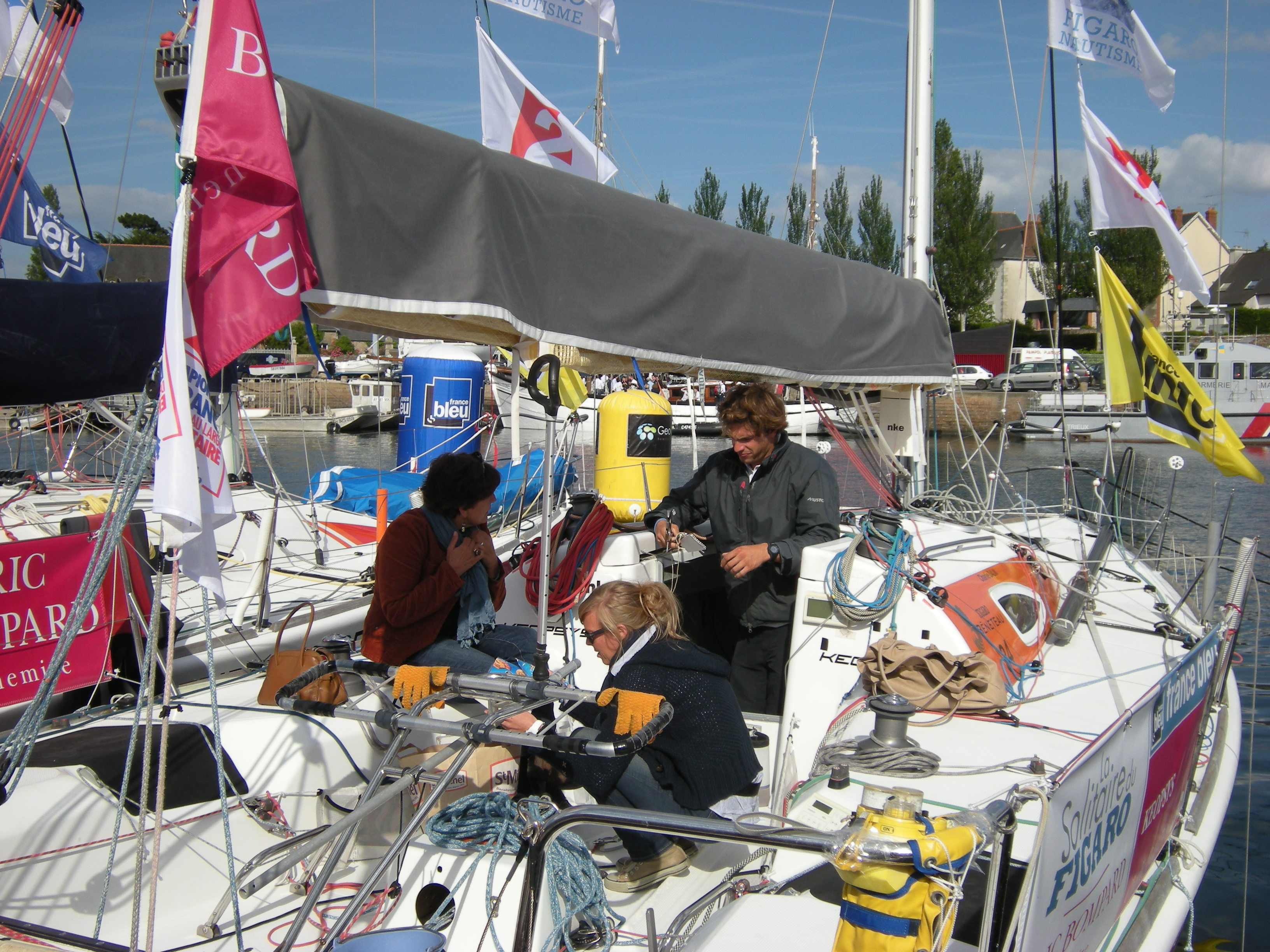
Charlie Dalin à bord de Keopsys dans le port de Paimpol le 23 6 2012 lors de la Solitaire du Figaro.

Charlie Dalin, né le 10 mai 1984 au Havre, est le fils d’Antoine Comont, ex directeur de production de concerts de rock et de Christine Dalin. Il partage la vie de Perrine Le Pape, fille de  Christian Le Pape, ancien directeur et cofondateur du pôle national d’entraînement Finistère Course au large, qui a formé de nombreux skippers. Il se considère issu d’une famille de « terriens » plutôt que de « marins ». Il passe son enfance au Havre mais commence l'Optimist à Crozon à l'âge de six ans,. Il s'engage vers 15 ans sur le championnat de France en 420. En 2007, avec Laurence Château, il remporte la Transgascogne en double, en Série. En 2009, il la remporte en solitaire, toujours en Série.
Il devient architecte naval tout en poursuivant une carrière de haut niveau dans la course au large[réf. nécessaire].
En 2011, il intègre le pôle Finistère Course au Large de Port-la-Forêt (29) et débute dans la catégorie Figaro Bénéteau. Dès sa deuxième saison en 2012, en double avec Gildas Morvan, il gagne la Transat AG2R de Concarneau à Saint-Barthélemy.
Entre 2014 et 2017, il termine à quatre reprises sur le podium de la Solitaire du Figaro. Il décroche le titre de champion de France de course au large en solitaire en 2014 et 2016.
Dans la Transat Jacques-Vabre 2015, il est co-skipper de Yann Eliès sur Quéguiner-Leucémie Espoir. Ils terminent 3es de la catégorie Imoca.

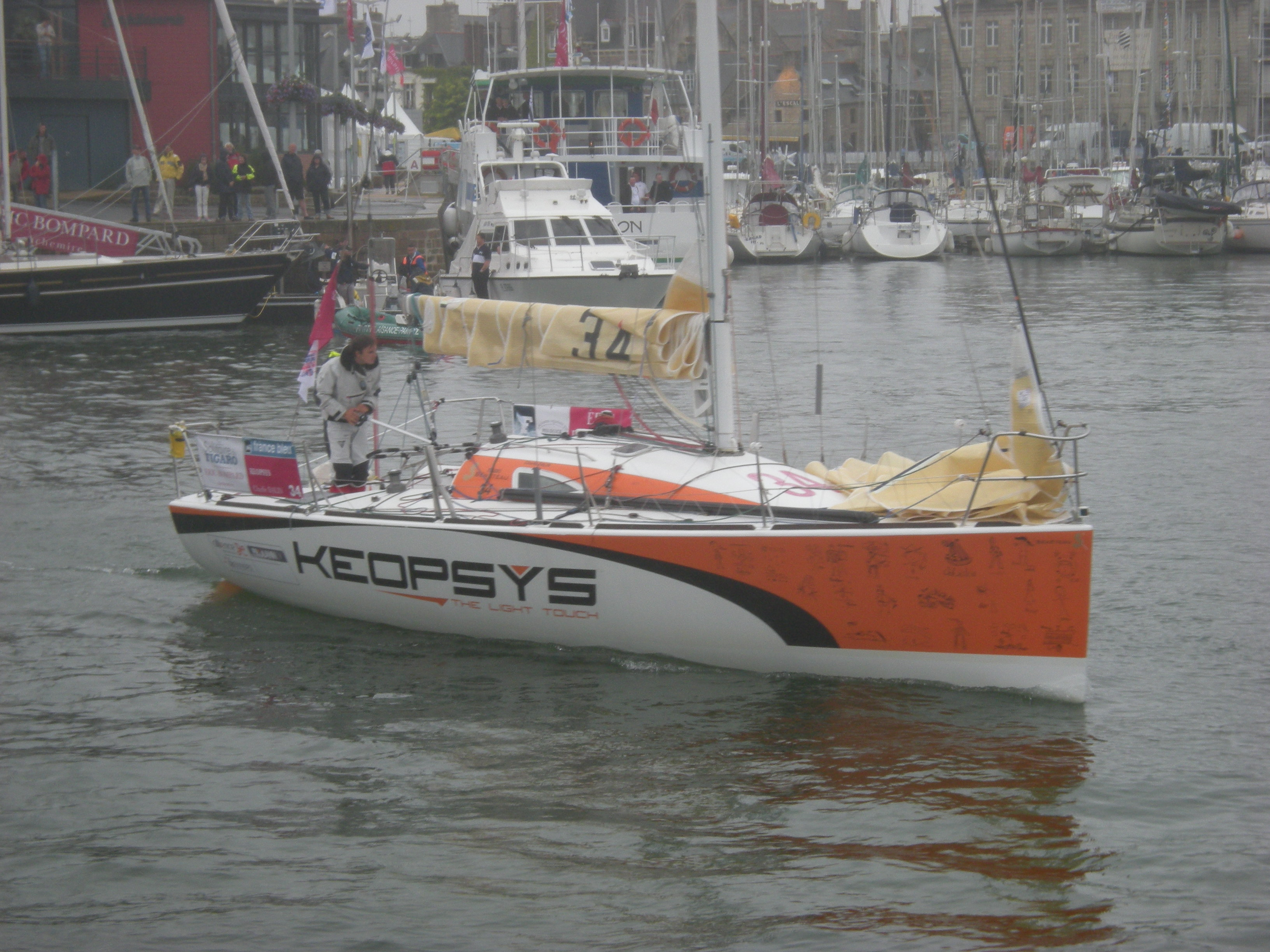
Charlie Dalin sur Keopsys lors de la Solitaire du Figaro 2012.

En 2018, Apivia Mutuelle s’engage avec Charlie Dalin sur le circuit IMOCA avec pour objectif de participer au Vendée Globe 2020-2021. Ce partenariat de quatre ans est ponctué par la construction d’un bateau nouvelle génération Imoca : Apivia, mis à l'eau à Lorient le 5 août 2019 au chantier CDK. Après le Défi Azimut à Lorient, la première course officielle du bateau est la Transat Jacques-Vabre, où Dalin est une nouvelle fois associé à Yann Eliès. Le duo remporte la course dans la catégorie Imoca en franchissant la ligne après 13 jours, 12 heures et 8 minutes.

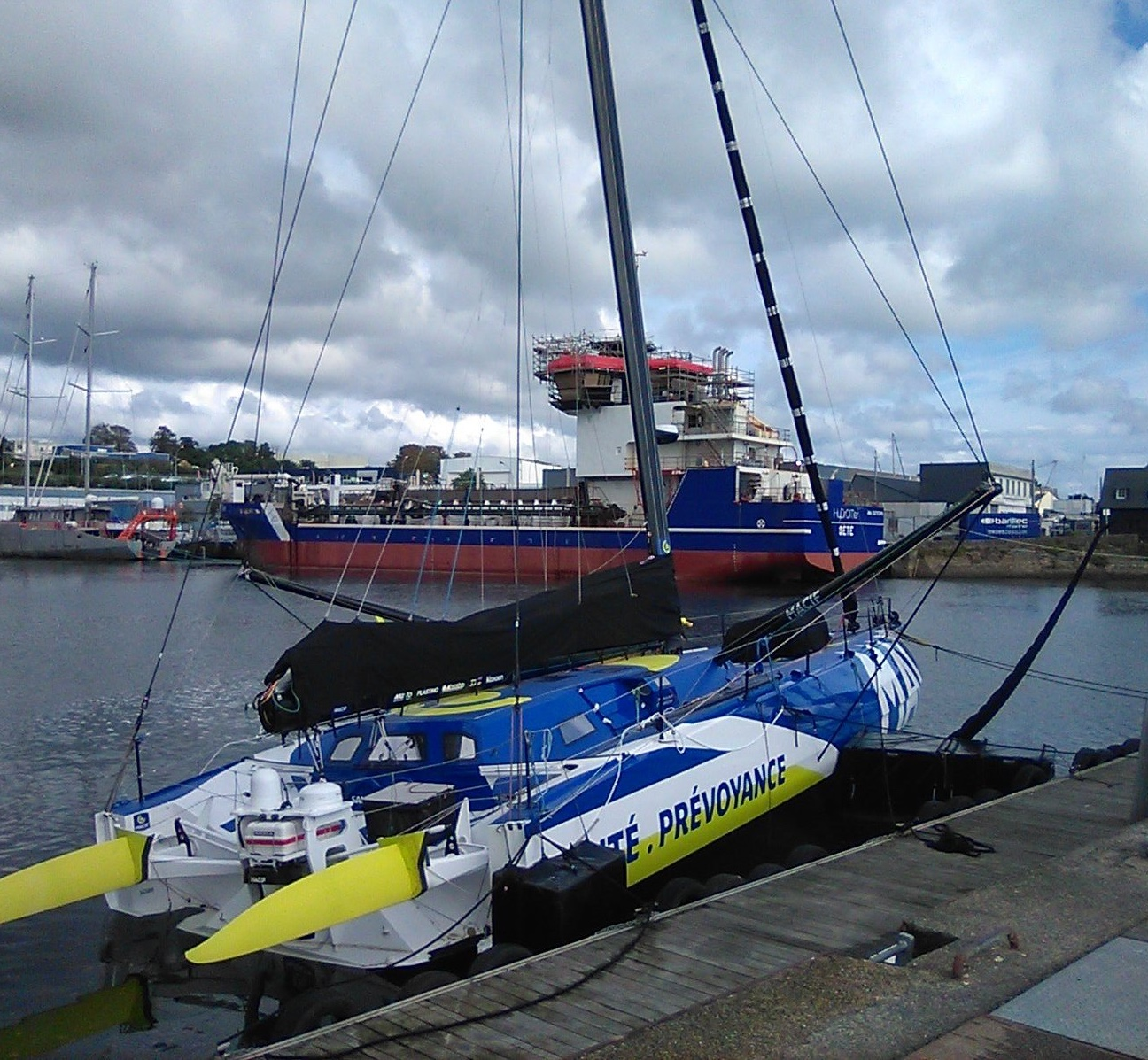
Macif santé prévoyance à Concarneau en septembre 2023.

En juin 2023, son nouvel Imoca, Macif santé prévoyance, est mis à l'eau. Il remporte un mois plus tard la Rolex Fastnet Race en équipage avec Pascal Bidégorry. Sa préparation sur ce nouveau bateau est toutefois mise en pause en seconde partie d'année, à cause de problèmes médicaux, « d’ordre digestif ». Il prend le départ de la Transat Jacques-Vabre 2023 qu'il abandonne une fois la ligne de départ franchie, afin de remplir la condition qualificative pour le Vendée Globe 2024-2025 de prendre part au départ d'une course en 2023. Après accord médical, il reprend l’entraînement en décembre 2023, puis il revient en compétition en avril 2024, en prenant le départ de The Transat 2024,.
En 2024, il apparaît dans le film de fiction La Vallée des fous, où il joue son propre rôle.
Le 14 janvier 2025, il remporte le Vendée Globe 2024-2025 après 64 jours, 19 heures, 22 minutes et 49 secondes de course. Il termine avec plus de neuf jours et huit heures d'avance sur le précédent record de l'épreuve, détenu par Armel Le Cléac’h depuis l'édition 2016-2017,.
Il est contraint en juin 2025 de renoncer à sa saison sur Macif, dont l'édition 2025 de la Transat Café L'Or  pour raisons de santé.
Avec Michel Desjoyeaux, il est le seul à avoir franchi deux fois, à la première place, la ligne d’arrivée du Vendée Globe — même si Dalin n’a gagné qu’une seule fois[réf. nécessaire].

## Distinctions
- Chevalier de la Légion d'honneur (15 janvier 2025)[24].

## Palmarès
- 2007 : vainqueur en double, avec Laurence Château, de la Transgascogne, en classe Mini Série, sur Okofen France, en 3 j 3 h 21 min 13 s[7]

- 2009 : vainqueur en solitaire de la Transgascogne, en classe Mini Série, sur Charliedalin.com, en 5 j 13 h 35 min 15 s[8]

- 2012 : vainqueur de la Transat AG2R (Concarneau-Saint-Barthélemy) avec Gildas Morvan sur Cercle vert, en 22 j 8 h 55 min 45 s[9]

- 2014 :
  - 6e de la Solo Concarneau sur Normandy Elite Team
  - 3e de la Solitaire du Figaro[10]
  - champion de France de course au large en solitaire[11]

- 2015 :
  - 4e de la Solo Concarneau sur Skipper Macif 2015
  - 2e de la Solitaire du Figaro[10]
  - 3e de la Transat Jacques Vabre dans la catégorie Imoca avec Yann Eliès sur  Queguiner - Leucémie Espoir, en 17 j 10 h 1 min 23 s

- 2016 :
  - vainqueur de la Solo Concarneau sur Skipper Macif 2015[25]
  - 2e de la Solitaire du Figaro[10]
  - Champion de France de course au large en solitaire[12]

- 2017, sur Skipper Macif 2015 :
  - vainqueur de la Solo Concarneau[26]
  - vainqueur de la Solo Normandie[27]
  - 3e de la Solitaire du Figaro[10]
  - vainqueur de la Douarnenez Fastnet Solo[28]
  - vice-champion de France de course au large en solitaire

- 2018 :
  - 4e de la Solo Concarneau sur Skipper Macif 2015
  - 3e de la Solitaire du Figaro[29]

- 2019 : vainqueur de la Transat Jacques-Vabre dans la catégorie Imoca avec Yann Eliès sur Apivia, en 13 j 12 h 8 min 0 s[15]

- 2020 : 2e de la Vendée-Arctique-Les Sables-d'Olonne sur Apivia, en 10 j 6 h 4 min 12 s

- 2021 :
  - 2e du Vendée Globle 2020-2021, il est le premier sur la ligne d'arrivée  en 80 j 6 h 15 min 47 s, mais derrière Yannick Bestaven en temps compensé ; celui-ci bénéficie d'une bonification de 10 h 15 à la suite du sauvetage de Kevin Escoffier. Première dans l'histoire du Vendée Globe, il aura fallu attendre l'arrivée des concurrents proches bénéficiant de temps de bonification pour déterminer le vainqueur de cette 9e édition
  - vainqueur de la Fastnet Race dans la catégorie Imoca avec Paul Meilhat sur Apivia, en 2 j 16 h 51 min 54 s[30]
  - 2e de la Transat Jacques-Vabre dans la catégorie Imoca avec Paul Meilhat sur Apivia, en 18 j 21 h 33 min 31 s
  - champion du monde de la classe Imoca avec Paul Meilhat

- 2022 : 
  - vainqueur de la Guyader Bermudes 1000 Race sur Apivia, en 4 j 10 h 47 min 30 s
  - vainqueur de la Vendée-Arctique-Les Sables-d'Olonne sur Apivia
  - 2e de la Route du Rhum - Destination Guadeloupe, sur Apivia, en 11 j 19 h 38 min 11 s ; 13e au classement général
  - champion du monde de la classe Imoca

- 2023 : vainqueur de la Rolex Fastnet Race dans la catégorie Imoca avec Pascal Bidégorry sur Macif santé prévoyance, en 2 j 7 h 16 min 26 s[16]

- 2024 : 
  - 4e de The Transat sur Macif santé prévoyance, en 8 j 14 h 44 min 28 s
  - vainqueur de la New York Vendée - Les Sables d'Olonne en 10 j 3 h 44 min
- 2025 : 
  - vainqueur du Vendée Globe 2024-2025 en 64 j 19 h 22 min 49 s